# Roger Tassé
Roger Tassé (5 juin 1931- 20 mai 2017) est un avocat et fonctionnaire canadien. Né à Montréal dans un milieu modeste, Il fut sous-solliciteur général pendant les années 1970. Il a ensuite représenté le Canada lors des négociations de l'accord du lac Meech (1987) et de l'accord de Charlottetown (1992).
Mais Tassé doit surtout sa notoriété au fait qu'en 1980, il fut à la tête d'une équipe de procureurs du ministère fédéral de la Justice chargée de rédiger la Charte canadienne des droits et libertés. Son rôle important dans la rédaction de cette déclaration des droits, mise en annexe à la Loi constitutionnelle de 1982 et incluse dans la Constitution du Canada, lui a valu le surnom d'« architecte de la Charte canadienne des droits et libertés, ».
Tassé est décédé dans un hôpital de Gatineau, au Québec, le 20 mai 2017, à l'âge de 85 ans. Il laisse dans le deuil son épouse Renée Marcil Tassé.